# Notochthiphila rieki
Notochthiphila rieki är en tvåvingeart som beskrevs av Tanasijtshuk 1996. Notochthiphila rieki ingår i släktet Notochthiphila och familjen markflugor. Inga underarter finns listade i Catalogue of Life.